# 网状美丽海葵
网状美丽海葵（学名：Calliactis reticulata）为链索海葵科美丽海葵属的动物。分布于马达加斯加以南以及南海西沙群岛等。